# هتیفو
هِتیِفو (به مجاری:  Hetyefő) یک شهرداری در مجارستان است که در وسپرم واقع شده‌است. هتیفو ۴٫۱۱ کیلومتر مربع مساحت و ۹۶ نفر جمعیت دارد.